# مخيم العزة
مخيم العزة أو مخيم بيت جبرين مخيم لاجئين فلسطينيين يقع داخل مدينة بيت لحم في الضفة الغربية. يُعد أصغر مخيمات اللجوء الفلسطينية. تأسس عام 1950 على مساحة 20 دونمًا. دمجت وكالة الأمم المتحدة لإغاثة وتشغيل اللاجئين الفلسطينيين (الأونروا) الخدمات الطبية والتعليمية المقدمة لمخيم العزة مع مخيم عايدة، نتيجة عدم توفرها في مخيم العزة. منذ عام 1995، يقع المخيم تحت سيطرة السلطة الوطنية الفلسطينية.
يقع المخيم على المدخل القريب للقدس (منطقة قبة راحيل) حيث أقام الاحتلال الإسرائيلي حاجزاً يمنع وصول الفلسطينيين إلى مدينة القدس ويحد من تنقلهم، كما قام بتشييد جدار الفصل العنصري قرب المخيم والذي يتربع عليه برج عسكري،

## التسمية
تم تسمية مخيم العزة على اسم عائلة العزة التي جاءت من قرية بيت جبرين وعاشت في هذا المخيم. حيث أن ما يقرب من 50% من سكان المخيم هم من قرية بيت جبرين.

## السكان
سجلت الأونروا عدد سكان المخيم بحوالي 2,025 نسمة في عام 2005، في حين أن الجهاز المركزي للإحصاء الفلسطيني قدر أن يبلغ عدد سكانه 1,750 في عام 2006. في حين أن عدد السكان في التعداد العام في عام 2007 حوالي 1,529 نسمة.
بالإضافة إلى بيت جبرين، يضم المخيم لاجئين من بيت نتيف، علّار، زكريا، بئر السبع، التينة، تل الصافي، عين كارم، المالحة، رعنا، صرعة، القباب، بيت دجن.
عائلات المخيم: سيكن المخيم مجموعة من العائلات المختلفة ما يقارب 30 عائلة مختلفة وينحدرون من قرى مهجرة مختلفة وهم عائلة العزة، النجار،القيسي،أبو طربوش،المرازيق،العدوين،يحيى،الحموز،عرار والبربري،أبوشعيرة، ونصار،زبون،براقعه وقراقع،العيسة و شمروخ،العمارين و الفراجين،عائلة جبر،عائلة قنديل،عائلة بليبلة،عائلة الحلو،عائلة خاطر،عائلة نصر االله،عائلة العجوز،عائلة الدجني.

## معالم المخيم
- المساجد

يوجد في المخيم مسجد واحد فقط هو مسجد صلاح الدين.
مؤسسات عاملة في المخيم:
1. اللجنة الشعبية للخدمات، تاسست عام 1997من قبل منظمة التحرير الفلسطينية

1. 2. مركز شباب العزة، تاسس عام 1995 من قبل وكالة الغوث ويهتم في النشاط الرياضي والثقافي والاجتماعي.
2. 3.مركز حنظلة الثقافي, تاسس عام 2004 وهو مركز ثقافي خاص للأطفال.
3. 4.مركز العودة، مركز تنمزي مجتكعي تاسس عام 2009.

- المواقع الأثرية

هناك قناة رومانية قديمة، والتي كانت تستخدم لنقل المياه من برك سليمان إلى مدينة القدس، في العصر الروماني.

## وصلات خارجية
- مخيم العزة، موقع "فلسطين في الذاكرة"

- ملف مخيم العزة، معهد الأبحاث التطبيقية - القدس
- صورة جوية للمخيم